# Campionato del mondo di calcio da tavolo 2004 - Categoria squadre Under-19

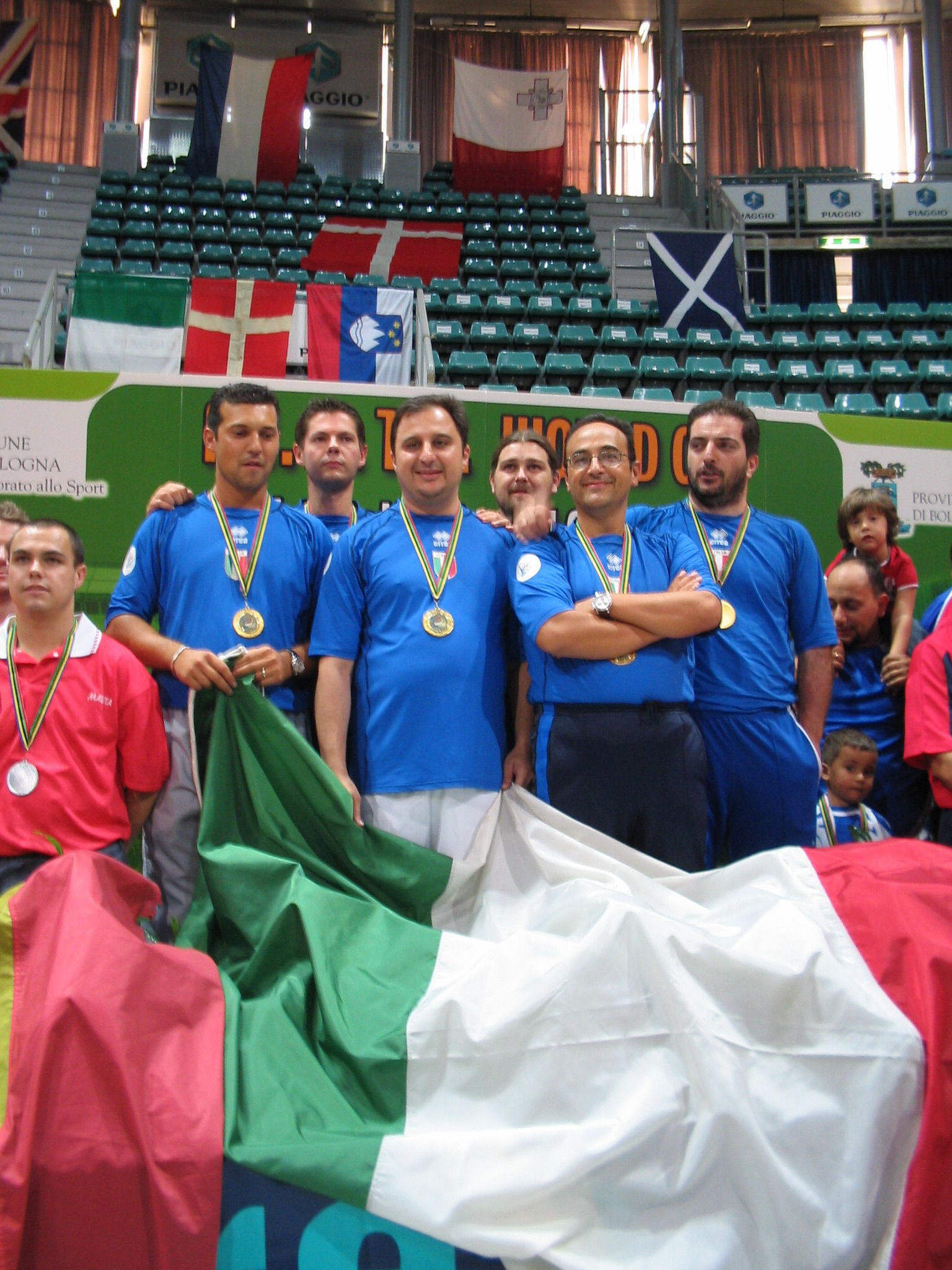
Il podio

Il Campionato del Mondo di Calcio da tavolo di Bologna in Italia.
Fasi di qualificazione ed eliminazione diretta della gara a squadre della Categoria Under19 (19 settembre).
Per la classifica finale vedi Classifica.
Per le qualificazioni delle altre categorie:
- squadre individuale Open
- squadre Open
- individuale Under19
- individuale Under15
- squadre Under15
- individuale Veterans
- squadre Veterans
- individuale Femminile
- squadre Femminile

## Girone 1

### Belgio-Inghilterra3-0
| Arnaud Nullens   | Sam Curtis     | 9-1 |
| Christophe Dheur | Matt Lampitt   | 6-1 |
| Steven Delfosse  | Josh Learner   | 5-1 |
| Logan Carette    | Kasper Bennett | 2-2 |

### Francia-Inghilterra1-3
| Diego Goncalves | Kasper Bennett | 0-3 |
| Julien Boutrin  | José Leonard   | 1-2 |
| Florian Grolier | Matt Lampitt   | 0-2 |
| Miguel Da Costa | Sam Curtis     | 2-0 |

### Belgio-Francia4-0
| Arnaud Nullens   | Miguel Da Costa | 4-0 |
| Steven Delfosse  | Florian Grolier | 1-0 |
| Benoît Heunders  | Julien Boutrin  | 2-0 |
| Christophe Dheur | Diego Goncalves | 6-1 |

## Girone 2

### Austria-Germania1-3
| Jurgen Lizar        | Patrick Schnieder    | 0-1 |
| Patrick Zeilinger   | Alexander Ruf        | 0-4 |
| Christian Haas      | Michael Stolzenberg  | 2-1 |
| Christoph Gerbasits | Manuel Schreckenbach | 2-3 |

### Italia-Portogallo3-1
| Stefano Buono     | Daniel Garcia    | 3-1 |
| Marco Pennacchini | Joao Pedro Lopes | 1-0 |
| Daniele Bertelli  | Mario Magalhaes  | 4-0 |
| Nkrumah Adabire   | Joao Inacio      | 1-4 |

### Austria-Portogallo2-2
| Jurgen Lizar        | Daniel Garcia    | 0-1 |
| Patrick Zeilinger   | Mario Magalhaes  | 0-2 |
| Christian Haas      | Joao Inacio      | 4-2 |
| Christoph Gerbasits | Joao Pedro Lopes | 2-1 |

### Germania-Italia1-2
| Patrick Schnieder    | Francesco Quintano | 0-1 |
| Alexander Ruf        | Daniele Bertelli   | 2-2 |
| Michael Stolzenberg  | Marco Pennacchini  | 2-0 |
| Manuel Schreckenbach | Stefano Buono      | 2-8 |

### Austria-Italia0-2
| Jurgen Lizar        | Nkrumah Adabire                        | 1-1 |
| Patrick Zeilinger   | Marco Pennacchini / Francesco Quintano | 2-2 |
| Christoph Gerbasits | Daniele Bertelli                       | 0-8 |
| Christian Haas      | Stefano Buono                          | 3-4 |

### Germania-Portogallo3-1
| Daniel Wienbrandt    | Daniel Garcia    | 4-1 |
| Manuel Schreckenbach | Mario Magalhaes  | 5-0 |
| Michael Stolzenberg  | Joao Inacio      | 1-3 |
| Alexander Ruf        | Joao Pedro Lopes | 4-0 |

## Semifinali

### Belgio-Germania3-0
| Arnaud Nullens   | Alexander Ruf        | 2-2 |
| Steven Delfosse  | Manuel Schreckenbach | 4-2 |
| Logan Carette    | Patrick Schnieder    | 2-1 |
| Christophe Dheur | Michael Stolzenberg  | 2-1 |

### Italia-Inghilterra3-1
| Marco Pennacchini / Stefano Buono | Josh Leonard   | 5-1 |
| Daniele Bertelli                  | Kasper Bennett | 3-2 |
| Francesco Quintano                | Matt Lampitt   | 1-2 |
| Nkrumah Adabire                   | Sam Curtis     | 2-0 |

## Finale

### Italia-Belgio2-2
| Marco Pennacchini  | Steven Delfosse  | 0-4 |
| Daniele Bertelli   | Logan Carette    | 8-0 |
| Francesco Quintano | Christophe Dheur | 0-4 |
| Stefano Buono      | Arnaud Nullens   | 1-0 |